# Queenstown (Alberta)
Pour les articles homonymes, voir Queenstown.
Queenstown est un hameau (hamlet) du Comté de Vulcan, situé dans la province canadienne d'Alberta.